# Ligne de tramway 366
La ligne 366 est une ancienne ligne de tramway du Groupe de Courtrai de la Société nationale des chemins de fer vicinaux (SNCV) qui a fonctionné entre le 9 décembre 1892 et le 21 mai 1955.

## Histoire
La ligne est mise en service le 9 décembre 1892 entre Menin et la gare de Ledegem (nouvelle section, capital 41), l'exploitation est assurée par la société anonyme Courtrai - Menin - Wervicq (CMW),.
Les 6 et 9 février 1893 se déroulent les essais puis le 13 février 1893 a lieu la mise en service de deux extensions d'une part entre la gare de Ledegem de celle de Courtrai et entre le dépôt de Geluwe et la gare de Wervik d'autre part (nouvelles sections, capital 41),,.
En 1899, l'exploitation est reprise par la société anonyme Intercommunale de Courtrai (IC).
En 1927, l'exploitation est reprise en mains propres par la SNCV.
Le 16 avril 1933, la ligne est déviée dans Courtrai[réf. nécessaire].
Le 16 décembre 1942, la section du dépôt de Geluwe à la gare de Wervik est fermée à tout trafic sans être remplacée.
En 16 septembre 1949, le service est supprimé entre Moorsele et Geluwe et les voies sont fermées à tout trafic, à cette date ou quelques mois plus tard, le service voyageurs est remplacé par une ligne d'autobus, celle-ci circule également en parallèle du tramway entre Moorsele et la gare de Courtrai (tableau 776),.
La ligne est supprimée totalement le 21 mai 1955 et les voies sont fermées à tout trafic entre Bissegem et Moorsele, l'itinéraire reste desservi par la ligne d'autobus 731,.
Dans la première moitié des années 1950 la ligne 731 se voit adjoindre une extension du dépôt de Geluwe à la gare de Wervik sur l'itinéraire fermé en 1942.

## Exploitation

### Horaires
Tableaux :
- 366 en 1931[7].
- 776 en 1950[5].
- 776 (bus) en 1955[8].
- 731 (bus) en 1958[6].